# Serena (apellido)
Serena es un apellido italiano generalizado en el centro y norte de ese país, con cerca de dos mil núcleos; también se registró una docena de apariciones en el Sur y en Cerdeña. Por otra parte, posteriormente aparecieron varios núcleos del apellido en Estados Unidos y en parte del Mar Mediterráneo. Un sinónimo de este apellido es Sereni.

## Historia
Serena es un apellido nacido en Italia desde varios puntos como la mitología o del latín "serenus". Los primeros llamados así estaban situados en la zona norte (Piamonte) y a lo largo de los siglos ha ido estableciéndose en la parte Sud. 
En los siglos XVII-XVIII llegó a Génova una familia sin que el apellido continuara allí ya que al poco desapareció. Paralelamente aparecieron los primeros casos en Barcelona y Valencia (España) donde poco a poco se han ido creando una minoría notable. Según estudios más recientes a España lo habrían llevado  militares italianos que fueron con el rey Víctor Manuel a Barcelona en el siglo XIX. A estos se sumaron familias italianas de origen burgués que buscaban segundas residencias o nuevos sitios donde vivir en los que su clima y características fueran casi iguales para no verse afectados.
En el siglo XX este apellido fue llevado a Estados Unidos por personas que huían del fascismo y de Mussolini.

## Variantes
Sereni y Sarena son derivados oficiales. (Serenella y Serenelli son derivados de Serena aunque no se consideran oficiales).

## Difusión actual

Mapa de Italia.

El apellido Serena es el 703 más difundido en Italia.
Datos por provincia:
- Pisa	Sereni es el 51°   apellido     159 pers.
- Rieti	Sereni es el 52°   apellido     100 pers.
- Terni	Serena es el 67°   apellido	112 pers.
- Mantua	Serena es el 126°  apellido 	100 pers.
- Perugia	Sereni es el 120°  apellido	136 pers.
- Roma	Sereni es el 580°  apellido	366 pers.
- Florencia	Serena es el 745°  apellido	94 pers.
- Milán	Sereni es el 950°  apellido	254 pers.